# Isabella 1
L’Isabella 1, ex-Nordlandia, est un ferry appartenant à la compagnie Acciona Trasmediterranea. Il est actuellement désarmé en Grèce. Il a été construit en 1981 par AG Weser Seebeckwerft à Bremerhaven en Allemagne pour la compagnie Olau Line sous le nom d’Olau Hollandia. Entre 1989 et 1997 il a navigué sous le nom Nord Gotlandia pour Gotlandslinjen. Il a longtemps navigué pour le compte de la compagnie finlandaise Eckerö Line avant de quitter définitivement la mer Baltique en 2013.

## Histoire

### Olau Line (1981-1989)
L’Olau Hollandia est le premier navire commandé par Olau Line. Jusque-là, la compagnie n'avait exploité que des navires achetés ou affrétés auprès d'autres compagnies, mais après le rachat d'Olau par TT-Line, les nouveaux propriétaires ont investi dans la construction de deux nouveaux cruise-ferries pour la compagnie. L’Olau Hollandia et son sister-ship Olau Britannia font plus de deux fois la taille des plus grands ferrys exploités par Olau avant ce moment-là (ils sont également plus grands que les navires exploités par TT-Line à l'époque). L’Olau Hollandia a été construit pour être « compatible avec l'OTAN », afin qu'il puisse facilement être converti en transport de troupes si nécessaire. Il a également été construit avec une coque très épaisse pour pouvoir briser la glace finlandaise qu'il pouvait rencontrer lors de son service sur la mer Baltique.
Le 21 mars 1981, l’Olau Hollandia a été livré à ses propriétaires, et quatre jours plus tard, il est affecté à la ligne Sheerness (Royaume-Uni) — Flessingue (Pays-Bas).
À la fin des années 1980, TT-Line décide de remplacer les Olau Hollandia et Olau Britannia avec deux nouveaux navires, également appelés Olau Hollandia et Olau Britannia. En préparation de la livraison des nouveaux navires, l'ancien Olau Hollandia est vendu à la compagnie suédoise Nordström & Thulin en août 1989 et est livré en octobre 1989.

### Gotlandslinjen (1989-1998)
En 1987, la compagnie Nordström & Thulin (N & T) remporte la concession de l'État pour exploiter des lignes maritimes entre l'île de Gotland et le continent suédois pour les années 1988 à 1997. N & T crée alors une filiale pour leur service : Gotlandslinjen et achètent l’Olau Hollandia. Entre octobre et décembre l’Olau Hollandia subit une refonte aux chantiers AG Weser Seebeckwerft et est rebaptisé Nord Gotlandia. Après la refonte, le navire arrive à Stockholm où il est présenté au public. Le 1er janvier 1990, le Nord Gotlandia commence son service pour Gotlandslinjen, sur la ligne Visby — Nynäshamn et Oskarshamn.
En juillet 1997, le Nord Gotlandia est victime d'un incendie dans la salle des machines. La même année, le gouvernement suédois organise un appel d'offres pour la concession par l'État du trafic de Gotland pour les années 1998-2004, mais cette fois, N & T perd la concession pour cette destination. À l'époque N & T détient à 50 % la compagnie estonienne EstLine, mais la compagnie a décidé de ne pas transférer le Nord Gotlandia dans la flotte EstLine. Au lieu de cela, le navire est vendu à la compagnie finlandaise Eckerö Line en décembre 1997 pour être livré en janvier 1998.

### Eckerö Line (1998-2013)

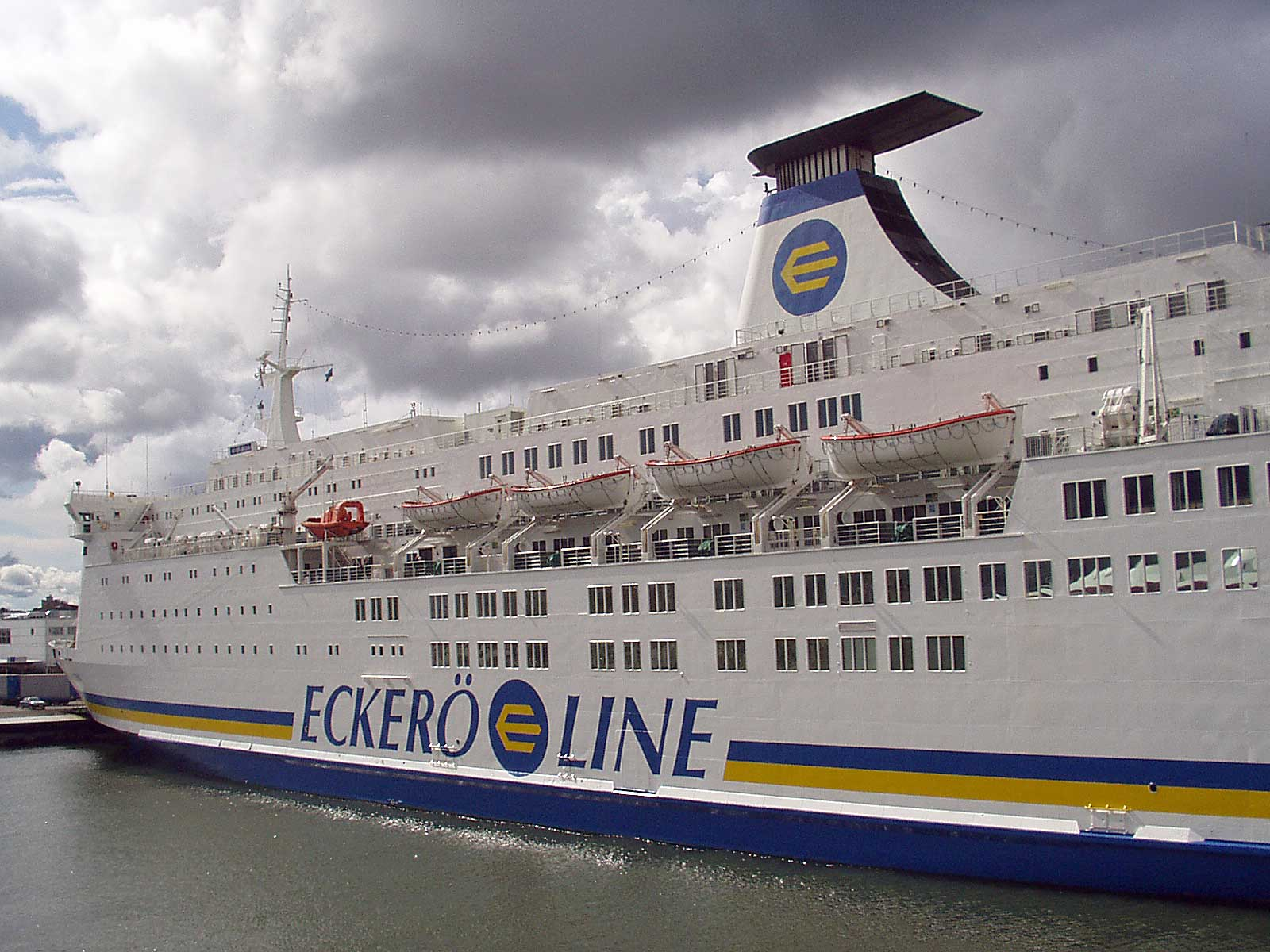
Le Nordlandia sous son ancienne livrée à Tallinn.

Le 1er janvier 1998, le Nord Gotlandia est conduit aux chantiers Turku Repair Yard, Naantali, Finlande, où il est acheté par Eckerö Line le lendemain. Après une refonte pour son nouveau service, le navire est rebaptisé Nordlandia et est mis en service sur la ligne Helsinki — Tallinn d'Eckerö Line le 10 février 1998.
Le 30 avril 2003, le navire endommage une de ses hélices en quittant Helsinki et est amarré à Naantali pendant cinq jours pour les réparations. Lors d'une tempête, le 28 octobre 2006, le navire heurte violemment le quai à Tallinn, ce qui provoque un trou au-dessus de la ligne de flottaison. Les dommages sont rapidement réparés et le navire reprend son service le 1er novembre.
En janvier 2011, le navire est amarré à Naantali et y reste pendant onze jours.
En 2012, il est remplacé par le Finlandia, ancien Moby Freedom acquis à la compagnie italienne Moby Lines, qui reprend la ligne Helsinki — Tallinn. Le Nordlandia continue de servir entre les ports de Tallinn et Helsinki pendant une courte période puis est conduit à Helsingborg où il est désarmé. Le ferry y reste amarré jusqu'en 2013, date à laquelle il est vendu au groupe espagnol Acciona Trasmediterranea. Renommé Isabella 1, il est affrété par sa filiale Ferrimaroc lors de l'été 2013 puis est désarmé à Perama en Grèce. Le navire aurait trouvé un nouvel armateur basé à Belize, mais pour l'instant, l'utilisation du navire est inconnue.

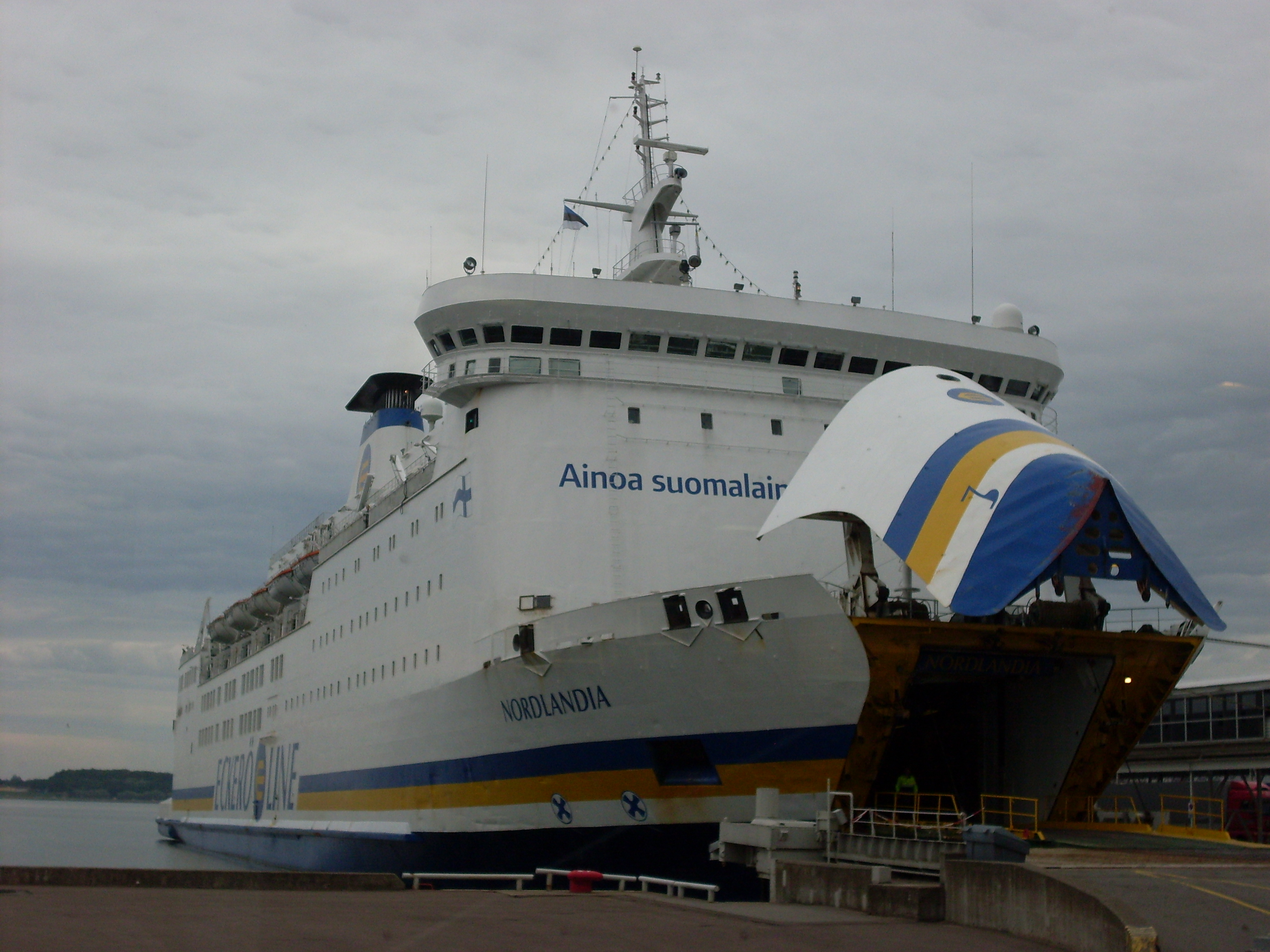
Le Nordlandia à quai à Tallinn en 2009.
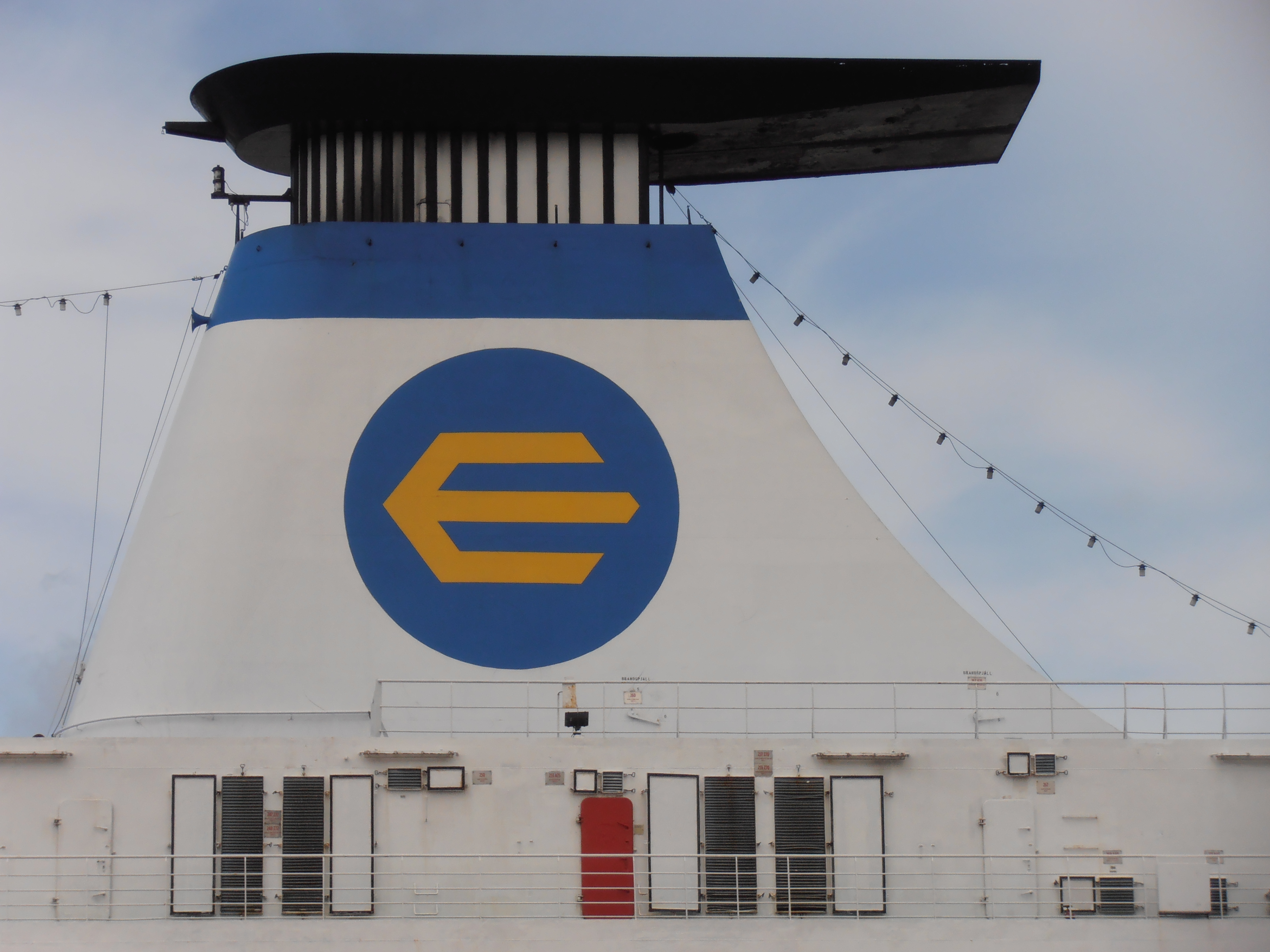
La cheminée du Nordlandia.
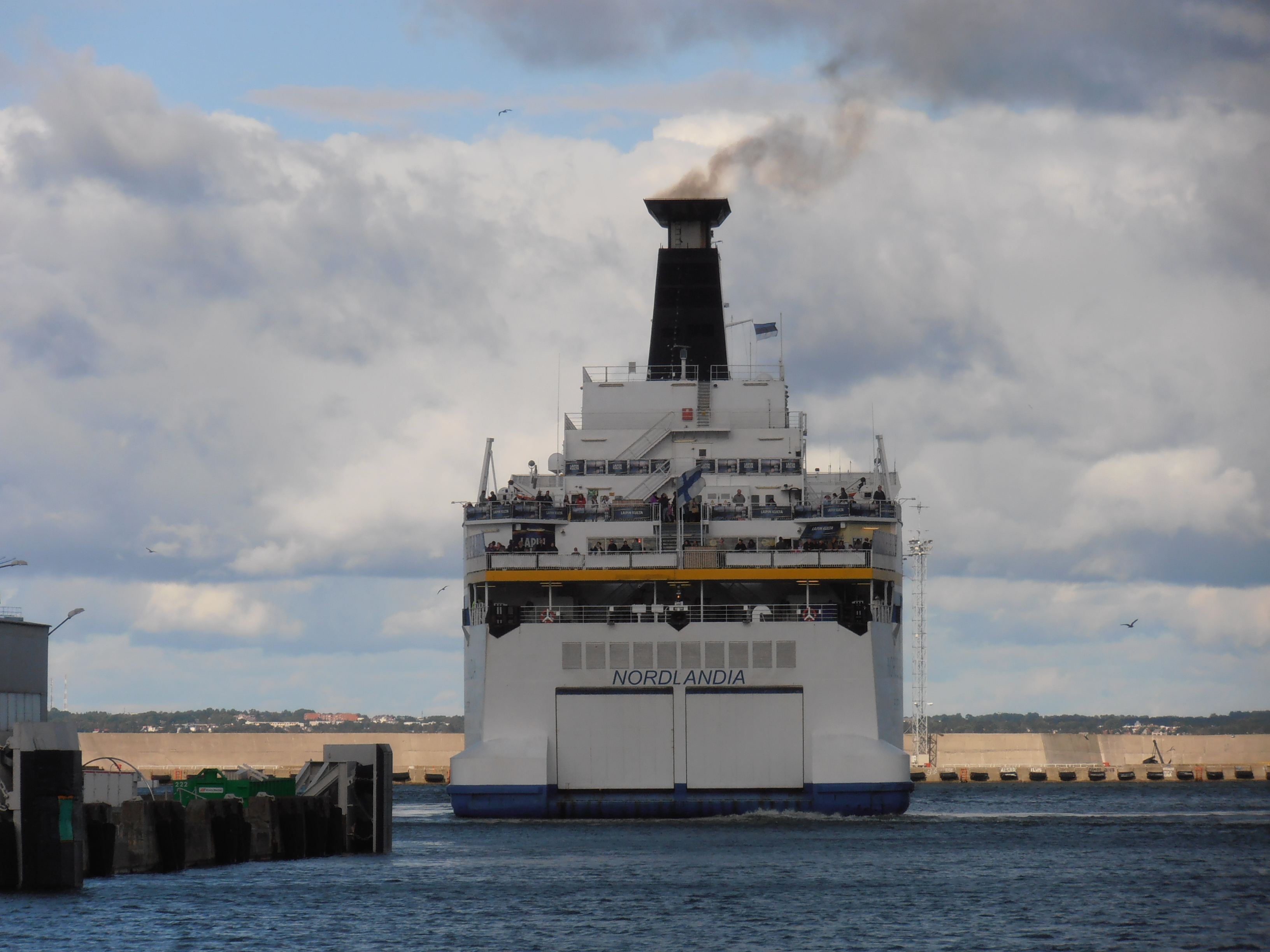
La poupe du Nordlandia.

## Emménagements
- Pont 1 : cabines et salle des machines
- Pont 2 : cabines et salle des machines
- Pont 3 : pont garage
- Pont 4 : pont garage
- Pont 5 : Eckerö Market, réception et cabines
- Pont 6 : installations publiques et cabines
- Pont 7 : installations publiques et cabines
- Pont 8 : sundeck
- Pont 9 : salle de réunion

## Lignes desservies
- Pour Olau Line de 1981 à 1989.

| Sheerness ↔ Flessingue | toute l'année |

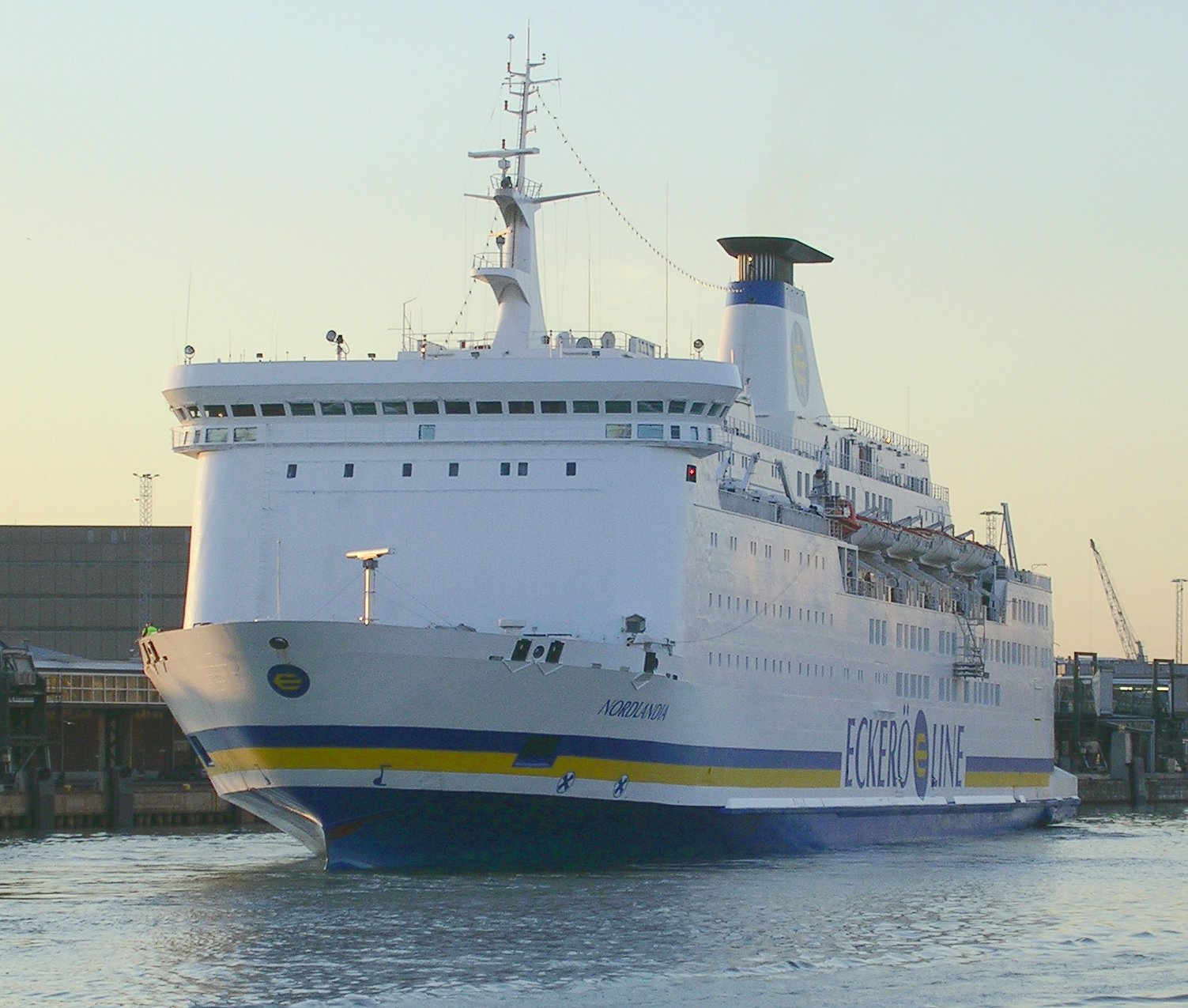
Le Nordlandia arrivant à Helsinki.

- Pour Gotlandslinjen de 1989 à 1998.

| Visby ↔ Nynäshamn  | toute l'année |
| Visby ↔ Oskarshamn | toute l'année |

- Pour Eckerö Line de 1998 à 2013.

| Helsinki ↔ Tallinn | toute l'année |

Le navire est actuellement désarmé à Perama.

## Sisters-Ships
- Moby Zazà (Moby Lines)